# Elsterheide
Elsterheide (em alto sorábio: Halštrowska Hola) é um município da Alemanha localizado no distrito de Bautzen, região administrativa de Dresden, estado da Saxônia.